# Maxanapis tribulation
Maxanapis tribulation är en spindelart som beskrevs av Norman I. Platnick och Forster 1989. Maxanapis tribulation ingår i släktet Maxanapis och familjen Anapidae.
Artens utbredningsområde är Queensland. Inga underarter finns listade i Catalogue of Life.